# Sergej Nikolskij
Sergej Mikhailovitj Nikolskij (russisk: Сергей Михайлович Никольский født 30. april 1905, død 9. november 2012) var en russisk matematiker. 
1. ↑  Navnet er anført på engelsk og stammer fra Wikidata hvor navnet endnu ikke findes på dansk.